# Псалом 102
Сто второй псалом — 102-й псалом из книги Псалтирь (в масоретской нумерации — 103-й). Известен по латинскому инципиту Benedic anima mea Domino, «Благослови душе моя Господа». Представляет собой хвалебно-благодарственный гимн Богу как покровителю верующих.
Одни находят 102-й псалом схожим с предыдущим 101-м, другие — с последующим 103-м, третьи — с 144-м.

## Текст
102-й псалом начинается личной идеей «благослови, душа моя, Господа» (стихи 1—2), а оканчивается всеобщим призывом «благословите Господа» (стихи 20—22). Замечено повторение слов: «благословение» (стихи 1—2, 20—22), «щедрость» (стихи 4, 8, 13), «милость» (стихи 4, 8, 11, 17). Бог прощает грехи еврейского народа, которые в еврейском языке обозначены тремя различными по значению словами, но в русском переводе переведены одинаково — «беззаконие» (стихи 3, 10), «беззаконие» (стих 12), «беззаконие» (стих 10).
| Предисловие (Псалом Давида) Благослови, душа моя, Господа, и вся внутренность моя — святое имя Его. Благослови, душа моя, Господа, и не забывай всех благодеяний Его. Основной текст Он прощает все беззакония твои, исцеляет все недуги твои, избавляет от могилы жизнь твою, венчает тебя милостью и щедротами, насыщает благами желание твоё, обновляется, подобно орлу, юность твоя. Господь творит правду, и суд — всем обиженным. Он показал пути Свои Моисею, сынам Израилевым — дела Свои. Щедр и Милостив Господь, Долготерпелив и Многомилостив. Не до конца гневается, и не во век негодует, не по беззакониям нашим сотворил нам, и не по грехам нашим воздал нам, ибо как высоко небо над землёю, так велика милость к боящимся Его, как далеко восток от запада, так удалил Он от нас беззакония наши, как отец милует сынов, так милует Господь боящихся Его, ибо Он знает состав наш, помнит, что мы — персть. Дни человека как трава, как цвет полевой, так он цветёт. Пройдёт над ним ветер, и нет его, и место его уже не узнает его. Милость же Господня от века и до века к боящимся Его, и правда Его на сынах сынов, хранящих завет Его и помнящих заповеди Его, чтобы исполнять их. Господь на небесах поставил престол Свой, и царство Его всем обладает. Послесловие Благословите Господа, Ангелы Его, крепкие силою, исполняющие слово Его, повинуясь гласу слова Его. Благословите Господа, все воинства Его, служители Его, исполняющие волю Его. Благословите Господа, все дела Его, во всех местах владычества Его. Благослови, душа моя, Господа. |

## Толкование
Псалом имеет обычное надписание «Псалом Давида», соответственно, автором его считается израильский царь Давид. Основным мотивом псалма является призыв к хвалению Бога всей душой. Милость и долготерпение Бога к людям сравнивается с любовью отца к детям. Псалом насыщен поэтическими образами, например, «как далеко восток от запада, так удалил Он от нас беззакония наши».
Профессор Jonathan Magonet полагал, что псалмы 144 и 102 основаны на одном и том же стихе Исх. 34:6, который в обоих псалмах расположен 8-м по счёту, однако, 144-й псалом — декларативный, Бог даёт необходимое, а народ благословляет, а в 102-м псалме Бог — Прощающий Отец. Структуру псалма возможно отобразить схематично:
а) благословение (стихи 1—2);
б) взаимоотношение Бога с человеком (стихи 3—5);
в) Божия справедливость (стих 6);
г) Божия милость (стихи 7—10);
д) отеческая милость (стихи 11—14);
г) человеческая слабость (стихи 15—16);
в) Божия справедливость (стихи 17—18);
б) взаимоотношение Бога со всеми (стих 19);
а) благословение (стихи 20—22).

## Богослужебное использование
Православие
102-й псалом является составной частью шестопсалмия и одним из изобразительных антифонов, поют во время Великого поста, на утрени праздников Богоявления и Благовещения. Отдельные стихи псалма поют по разным случаям.
102:10 «не по беззакониям нашим сотворил нам, и не по грехам нашим воздал нам» поют в молитвах во время напрасной смерти, во время губительного недуга.
102:15, 16 поют в чинах погребения младенцев, погребения священников, в последовании исходном монахов.
Католицизм
По уставу святого Бенедикта, 102-й псалом пели на утрени в субботу.
Иудаизм
102-й псалом произносят в утренних молитвах.